# توماس فاي
توماس فاي (بالألمانية: Thomas Fey)‏ (و. 1960  م) هو عازف بيانو، وموزع (موسيقى) ألماني.

## روابط خارجية
- توماس فاي على موقع ميوزك برينز (الإنجليزية)